# Francavilla Fontana
Francavilla Fontana là một đô thị (commune) thuộc tỉnh Brindisi trong vùng Puglia của Ý. Francavilla Fontana có diện tích 175 km2, dân số là 36.603 người (thời điểm ngày 31/12/2008). Đô thị này có cự ly 35 km so với Taranto và Brindisi.